# Song 3
«Song 3» es un sencillo colaborativo entre el grupo japonés BABYMETAL y la banda rusa de deathcore Slaughter to Prevail. Fue lanzado simultáneamente en todo el mundo el 29 de mayo de 2025 bajo el sello discográfico Capitol Records.

## Antecedentes
Es una colaboración entre Babymetal y la banda rusa de deathcore Slaughter to Prevail. La canción fue lanzada digitalmente el 29 de mayo de 2025 como adelanto del próximo álbum de Babymetal, Metal Forth, cuyo estreno está programado para el 8 de agosto de 2025. El sencillo está disponible en plataformas de streaming y descarga digital en todo el mundo desde el día de su lanzamiento. 

## Recepción comercial
En Japón, «Song 3» alcanzó el noveno puesto en el ranking diario de descargas digitales de Oricon. Además, en Billboard Japan, debutó en el puesto 72 de la lista semanal Download Songs durante su semana de lanzamiento.
En Estados Unidos, según la edición del 14 de junio de 2025 de Billboard, la canción se ubicó en el sexto puesto de la lista World Digital Song Sales y en el puesto 21 de Hot Hard Rock Songs.

## Vídeo musical
El video musical de «Song 3» se publicó el 29 de mayo de 2025, al mismo tiempo que el lanzamiento digital del sencillo, a través del canal oficial de Babymetal en YouTube. El videoclip presenta a los miembros de Babymetal y Slaughter to Prevail en una producción con estilo dramático. El vídeo musical fue dirigido por Takasuke Kato, integrante de la productora creativa MONOS, perteneciente a la agencia THINGS. La coreografía fue realizada por MIKIKO.
Además, el mismo día de la publicación del video musical, en el canal de YouTube del vocalista Alex Terrible se publicó un video de un solo de guitarra de la canción «Song 3» de Jack Simmons, guitarrista de Slaughter to Prevail.

## Actuación en vivo
La canción fue interpretada por primera vez durante el concierto en Bruselas, Bélgica, el 10 de mayo de 2025, fecha inaugural de la gira BABYMETAL UK & EUROPE ARENA TOUR 2025. 